# Vincent Bruins
Vincent Bruins (1976) is een Nederlands triatleet en duatleet uit Hoorn. 
Hij stond vijfmaal op het podium van een Nederlands kampioenschap. In 2000 kwam hij tijdens een fietstraining ten val tegen een shovel. Sterkste onderdeel van hem is het hardlopen. In 2002 maakte hij deel uit van de NTB langeafstandsselectie.

## Belangrijkste prestaties

### triatlon
- 2001:  NK middenafstand in Nieuwkoop - 3:59.02
- 2002:  NK middenafstand in Nieuwkoop - 4:05.59
- 2003:  NK middenafstand in Nieuwkoop - 3:56.26

### duatlon
- 1999:  NK in Venray - 2:48.27
- 2000:  NK in Venray - 2:52.34
- 2002: 5e Duatlon van Stein
- 2001: 5e Xterra Nederland (Metterwoon Beach Challenge)
- 2001:  Triatlon van Kruiningen